# Drienov
Drienov és un poble i municipi d'Eslovàquia. Es troba a la regió de Prešov, al nord del país. La primera referència escrita de la vila data del 1283.

## Demografia
| Godina             | 1994 | 2004    | 2014   | 2024   |
| ------------------ | ---- | ------- | ------ | ------ |
| Nombre de persones | 1843 | 2099    | 2160   | 2275   |
| Diferència         |      | +13,89% | +2,90% | +5,32% |

| Godina             | 2023 | 2024   |
| ------------------ | ---- | ------ |
| Nombre de persones | 2256 | 2275   |
| Diferència         |      | +0,84% |